# Battaglia di Roslin
La battaglia di Roslin fu una battaglia minore delle guerre d'indipendenza scozzesi.
Avvenne il 24 febbraio del 1303 a Roslin, Scozia. Un esercito scozzese comandato da Simon Fraser e John Comyn sconfisse l'esercito inglese, sebbene non fosse un'azione significativa visto che combattaterono solo un centinaio di uomini e tutti di cavalleria pesante. Le forze inglesi si spostavano nel Northumberland per chiedere di intervenire a supporto delle forze di occupazione di Edoardo I. Le forze scozzesi corsero di notte a Biggar dove intercettarono gli inglesi e li sconfissero in due o forse tre scontri. Il luogo della battaglia si è detto che fosse il campo di fronte al vecchio e al nuovo cimitero. Combatterono la battaglia i membri della famiglia Comyn, Fraser e probabilmente anche quelli della famiglia Sinclair.